# Theridula casas
Theridula casas är en spindelart som beskrevs av Claude Lévi 1954. Theridula casas ingår i släktet Theridula och familjen klotspindlar. Inga underarter finns listade i Catalogue of Life.